# Wartburg (automobil)
 Ovo je glavno značenje pojma Wartburg (automobil). Za druga značenja pogledajte Wartburg (razdvojba).
Wartburg je bivša automobilska marka, proizvedena u Istočnoj Njemačkoj. Iako je marka poznata po svojim istočnoeuropskim automobilskim modelima, proizvedenim u razdoblju između 1956. i 1991., svoje porijeklo datira još 1898. godine. 

## Naziv
Ime "Wartburg" potječe od dvorca Wartburga, koji se nalazi blizu grada Eisenacha u Tiringiji.

## Povijest
Wartburg je bio jednostavan i jeftin za proizvodnju i održavanje, a za uvjete istočnoeuropske proizvodnje toga razdoblja i kvalitetan. Nosio je status svestranog i pouzdanog vozila. Proizveden je kao limuzina i karavan s trocilindričnim dvotaktnim motorom.
Bio je jedan od najčešćih automobila Istočne Njemačke, a izvožen je i u Argentinu, Egipat, Južnu Afriku itd. U vrijeme uvođenja u proizvodnju, glavna prednost mu je bila solidan prostor za smještaj četiri odrasle osobe i prtljaga u kompaktnoj, lakoj i izdržljivoj karoseriji. Bio je relativno brz i prostran, a jedna od vrlina mu je bila i pouzdanost jer se nije previše kvario. Proizvodnja je ukinuta 10. travnja 1991. godine, kada je tvornicu Wartburga preuzeo Opel. Klubovi vlasnika Wartburga postoje širom Europe, dok se neki primjerci koriste za automobilizam.

## Modeli
- Wartburg 311, 1956. – 1965.
- Wartburg 313, 1957. – 1960.
- Wartburg 312, 1965. – 1967.
- Wartburg 353, 1965. – 1989.
- Wartburg 1.3, 1988. – 1991.

## Galerija
- Wartburg 311
- Wartburg 313
- Wartburg 312
- Wartburg 353
- Wartburg 353W
- Wartburg 353S
- Wartburg 1.3
- Wartburg 353
- Wartburg 353.2
- Wartburg 610